# Prémio Ho-Am de artes
O Prémio Ho-Am de engenharia é um galardão atribuído anualmente pela HO-AM Foundation.
Este prémio foi estabelecido em 1994 pelo presidente da Samsung, Lee Kun-hee em homenagem a Lee Byung-chul, fundador da Samsung.

## Laureados[1]
- 1994: Won-Yong Kim
- 1995: Nam June Paik
- 1996: Kyung-Ree Park
- 1997: Myung-Whun Chung
- 1998: Myung Hee Choi
- 1999: Munyol Yi
- 2000: Kun-Woo Paik
- 2001: Lee Ufan
- 2002: Sue Jin Kang
- 2003: Im Kwon Taek
- 2004: Byung-Ki Hwang
- 2005: Oh Tae-Sok
- 2006: Wan-Suh Park
- 2007: Yi Chong-jun
- 2008: Kyu Sung Woo
- 2009: Shin Kyeong-nim
- 2010: Min-Ho Chang
- 2011: Kyung-Wha Chung
- 2012: Unsuk Chin
- 2013: Shin Kyung-sook
- 2014: Hei-Kyung Hong
- 2015: Kimsooja
- 2016: Tong-gyu Hwang